# اثل مانین
اثل مانین (به انگلیسی: Ethel Edith Mannin) ‏(۶اکتبر ۱۹۰۰ - ۱۹۸۴) نویسنده انگلیسی بود. وی از خانواده انگلیسی که اصلیت ایرلندی داشتند متولد شد. آثار زیادی از وی در دست است.